# Bernhard Arthur Erdmann
Bernhard Arthur Erdmann (* 2. Oktober 1830 in Leipzig; † 16. November 1908 in Dresden) war ein deutscher Mediziner, der die elektrotherapeutischen Forschungen des französischen Neurologen Duchenne de Boulognes für die deutsche Medizinwissenschaft zugänglich machte.

## Leben
Bernhard Arthur Erdmann studierte Medizin in Leipzig und siedelte 1855 nach Dresden über. Ab 1856/57 praktizierte er hier als Arzt und Wundarzt. In dieser Zeit schloss sich Erdmann für 8 Monate den Forschungen des berühmten französischen Psychologen und Neurologen Duchenne de Boulognes in dessen Pariser Labor an, der kurz zuvor mit seiner Erforschung der Elektrizität in der Medizin Bekanntheit erlangt hatte. Kurz darauf veröffentlichte Erdmann zum ersten Mal eine Abhandlung über Duchennes medizinische Elektrizität-Forschungen, die den deutschen Fachärzten einen ersten Zugang zu dieser neuen Behandlungsmethode bot. Er schloss mit einer Übersetzung von Duchennes umfangreichem Werk in die deutsche Sprache an, zu der ihn Duchenne selbst beauftragt hatte. 1860 veröffentlichte er diese in einer eigenen Zusammenstellung, in der auch erstmals die heute bekannten Experiment-Fotografien von Duchennes Probanden als Holzschnitte weite Verbreitung fanden. In den kommenden Jahren publizierte er sein Standardwerk wiederholt in überarbeiteten Ausgaben und legte damit einen wichtigen Grundstein für die deutsche Medizinforschung des ausgehenden 19. Jahrhunderts. 1873 wurde er zum Geheimen Medizinalrat ernannt, ab 1875 arbeitete er zudem als Hausarzt im vereinigten Frauenhospital Dresden.
Entsprechend der Tradition seiner familiären Herkunft wurde er 1852 zusammen mit seinen beiden Brüdern in die Leipziger Freimaurerloge Apollo aufgenommen. Nach seinem Wechsel nach Dresden schloss er sich 1860 der dortigen Loge Zum goldenen Apfel an, in der er 1884 zum Landesgroßmeister von Sachsen ernannt wurde.

## Familie
Bernhard Arthur Erdmann wurde als Sohn des Chemikers und Leipziger Universitäts-Rektors Otto Linné Erdmann (1804–1869) und dessen Frau Clara, geborene Jungnickel (1801–1863), in Leipzig geboren. Seit 1843 lebte die Familie Erdmann in dem neu errichteten Fridericianum, einem von Albert Geutebrück errichteten Universitätsgebäude, in dem neben den Lehr- und Forschungsräumen des Vaters auch die Sammlung des Leipziger Antikenmuseums untergebracht war. Er war das zweitälteste von insgesamt vier Kindern. Sein älterer Bruder Karl Ludwig Erdmann (1829–1896) war Rechtsgelehrter und Advokat in Leipzig, der jüngere Bruder Otto Erdmann (1834–1905) war ein bekannter Genremaler in Düsseldorf. Erdmanns Schwester Cora war die Mutter der deutsch-schweizerischen Malerin Clara Grosch.
Bernhard Arthur Erdmann war ab 1855 mit Marianne Heine verheiratet, einer Tochter des Dresdner Akademie-Professors und Weggefährten Gottfried Sempers, Gustav Heine (1802–1880). In Dresden lebte die Familie Erdmann in der Prager Straße Nr. 17.

## Veröffentlichungen
- Duchenne de Boulogne de l’électrisation localisée, Leipzig 1858
- Die Anwendung der Elektrizität in der Physiologie, Pathologie und Therapie, 2. Aufl., Leipzig 1856
- Die Anwendung der Elekricität in der praktischen Medicin, 3. durchaus umgearbeitete Aufl., Leipzig 1860; 4. ganz umgearbeitete Aufl., Leipzig 1877.